# 384 Burdigala
Burdigala (asteroide 384) é um asteroide da cintura principal com um diâmetro de 36,93 quilómetros, a 2,2578524 UA. Possui uma excentricidade de 0,1483651 e um período orbital de 1 576,71 dias (4,32 anos).
Burdigala tem uma velocidade orbital média de 18,29244258 km/s e uma inclinação de 5,60405º.
Esse asteroide foi descoberto em 11 de Fevereiro de 1894 por F. Courty.